# Cristina Narbona
María Cristina Narbona Ruiz (ur. 29 lipca 1951 w Madrycie) – hiszpańska polityk, ekonomistka, nauczyciel akademicki i dyplomata, parlamentarzystka, w latach 2004–2008 minister środowiska.

## Życiorys
W dzieciństwie wyjechała z rodzicami do Włoch, gdzie ukończyła studia ekonomiczne na Uniwersytecie Rzymskim – La Sapienza. Powróciła do Hiszpanii w połowie lat 70., podejmując pracę jako nauczyciel akademicki na Universidad de Sevilla. Zaangażowała się w działalność polityczną w ramach Hiszpańskiej Socjalistycznej Partii Robotniczej (PSOE). W 1982 została wiceministrem gospodarki w regionalnym rządzie Andaluzji, a w 1985 objęła dyrektorskie stanowisko w Banco Hipotecario. W 1991 przeszła do administracji rządowej jako dyrektor generalny do spraw mieszkalnictwa w resorcie robót publicznych. W latach 1993–1996 pełniła funkcję sekretarza stanu do spraw środowiska i mieszkalnictwa w gabinecie Felipe Gonzáleza.
W 1996 po raz pierwszy została wybrana w skład Kongresu Deputowanych. W 1999 weszła w skład zgromadzenia miejskiego Madrytu, a w 2000 dołączyła do federalnego komitetu wykonawczego PSOE jako sekretarz do spraw środowiska i zagospodarowania przestrzennego. W 2004 powróciła do niższej izby Kortezów Generalnych.
Od kwietnia 2004 do kwietnia 2008 sprawowała urząd ministra środowiska w pierwszym rządzie José Luisa Rodrígueza Zapatero.
Wkrótce po wyborach w 2008, w których uzyskała reelekcję, złożyła mandat poselski, obejmując stanowisko stałego przedstawiciela Hiszpanii przy Organizacji Współpracy Gospodarczej i Rozwoju. Zajmowała je do 2011, w tym samym roku ponownie wybrano ją do Kongresu Deputowanych. Z zasiadania w parlamencie zrezygnowała jednak w grudniu 2012. W 2017 objęła formalną i organizacyjną funkcję przewodniczącej PSOE. W kwietniu 2019 i listopadzie 2019 była wybierana w skład Senatu. W 2023 ponownie uzyskała mandat posłanki do Kongresu Deputowanych.

## Życie prywatne
Od końca lat 90. partnerka życiowa Josepa Borrella, z którym zawarła związek małżeński w 2018.